# Monte delle Tre Croci
Il Monte delle Tre Croci (1.565 m) è una montagna dell'Appennino ligure.

## Toponimo
Il monte e il vicino Passo delle Tre Croci, punto di valico tra Piemonte e Liguria, prendono il nome da tre croci di legno erette in memoria di tre mulattieri della frazione Caprile (Propata), che persero la vita per assideramento nel corso di una bufera di neve.

## Descrizione
Si tratta di una piramide erbosa che si trova sullo spartiacque tra val Trebbia e val Borbera.
Il monte si trova al confine amministrativo tra provincia di Genova e provincia di Alessandria, quindi tra Piemonte e Liguria. Insiste tra il comune di Carrega Ligure e quello di Propata. Il crinale padano/ligure prosegue verso sud ovest con il Passo delle Tre Croci (1395 m) e con il Monte Antola, mentre nella direzione opposta si arriva al valico delle Capanne di Carrega.

## Accesso alla vetta
Il monte Tre Croci si può raggiungere a piedi con partenza  dalla Capanne di Carrega o dal Monte Antola percorrendo il sentiero che segue il crinale padano/ligure. Un altro sentiero che sale alle Tre Croci parte invece da Torriglia, sul versante ligure del monte. Si tratta comunque di percorsi di tipo escursionistico, la cui difficoltà è valutata come E.